# Little Washbourne
Little Washbourne är en by i civil parish Dumbleton, i distriktet Tewkesbury, i grevskapet Gloucestershire i England. Byn är belägen 12 km från Cheltenham. Little Washbourne var en civil parish 1866–1935 när blev den en del av Dumbleton. Civil parish hade 27 invånare år 1931. Byn nämndes i Domedagsboken (Domesday Book) år 1086, och kallades då Waseburne.